# Medidas de proteção eletrônica
As medidas de proteção eletrônica constituem a divisão da guerra eletrônica que abrange as ações realizadas com a finalidade de garantir o uso eficaz do espectro eletromagnético por parte das forças amigas, apesar do emprego de recursos de GE pelo inimigo. As MPE dividem-se em medidas Anti-MAE (medidas de ataque eletrônico) e medidas Anti-MAGE (medidas de apoio de guerra eletrônica).